# Dissotis longisetosa
Espèce
Statut de conservation UICN

 NT  : Quasi menacé
Dissotis longisetosa est une espèce de plantes à fleurs de la famille des Melastomataceae et du genre Dissotis, présente au Nigeria et au Cameroun.

## Répartition
En 2011, l'espèce était encore considérée comme « vulnérable » (VU) selon les critères de l'UICN, mais de nouvelles localisations ayant été découvertes, elle a été réévaluée en « quasi menacée » (NT).
Sa présence a été constatée au Nigeria, à Obudu et sur le plateau de Mambila (Ngurdje Forest Reserve to Gangirwal) ; au Cameroun, dans la réserve forestière de Bafut Ngemba et celle de Bali Ngemba, à Dom, à Tabenken (région du Nord-Ouest) ; à Ngaoundéré dans la région de l'Adamaoua ; sur les hauts plateaux du Lebialem (Sud-Ouest) et sur les monts Bamboutos (Ouest).